# Przejścia graniczne Czarnogóry
Czarnogóra graniczy z czterema państwami: Chorwacją, Bośnią i Hercegowiną, Serbią i Albanią.

## Granica zChorwacją

### przejścia drogowe
- Debeli Brijeg – Karasovići
- Kobila – Vitaljina

## Granica zBośnią i Hercegowiną

### przejścia drogowe
- Metaljka – Metaljka (II kategoria)
- Šula – Vitina (tylko ruch osobowy)
- Meštrovac – Meštrovac (zamknięte); ruch przygraniczny – do czasu wejścia w życie umowy o ruchu przygranicznym działa jako międzynarodowe przejście graniczne
- Šćepan Polje – Hum (I kategoria)
- Krstac – Krstac (czynne całą dobę); ruch przygraniczny – do czasu wejścia w życie umowy o ruchu przygranicznym działa jako międzynarodowe przejście graniczne
- Bituljica – Bituljica (zamknięte); ruch przygraniczny – do czasu wejścia w życie umowy o ruchu przygranicznym działa jako międzynarodowe przejście graniczne
- Vraćenovići – Deleuša (II kategoria)
- Ilijino Brdo – Klobuk (I kategoria)
- Nudo – Aranđelovo (czynne całą dobę); ruch przygraniczny – do czasu wejścia w życie umowy o ruchu przygranicznym działa jako międzynarodowe przejście graniczne
- Sitnica – Zupci (tylko ruch osobowy)

## Granica zAlbanią

### przejścia drogowe
- Božaj – Hani i Hotit
- Grnčar – Vrmoša (tylko ruch osobowy)
- Sukobin – Murićani (tylko ruch osobowy)

### przejścia kolejowe
- Tuzi – Bajza

### przejścia rzeczne
- Virpazar – Skadar (tylko ruch osobowy na Jeziorze Szkoderskim; nieczynne)

## Przejścia graniczne w międzynarodowych portach morskich
- Kotor (Zelenika)
- Bar
- Budva (czynne sezonowo)

## Przejścia graniczne w międzynarodowych portach lotniczych
- Podgorica
- Tivat